# Ivan Žiak
Ivan Žiak (* 30. října 1952 Rudina) je bývalý slovenský fotbalista, brankář.

## Fotbalová kariéra
V československé lize chytal za ZŤS Košice a ZVL Žilina. Nastoupil ve 111 ligových utkáních. V nižších soutěžích hrál i za Chemlon Humenné a Baník Havířov.

## Ligová bilance
| Ročník                                      | Zápasy | Góly | Klub          |
| ------------------------------------------- | ------ | ---- | ------------- |
| 1. československá fotbalová liga 1978/79    | 18     | 0    | ZŤS Košice    |
| 1. československá fotbalová liga 1979/80    | 22     | 0    | ZŤS Košice    |
| 1. československá fotbalová liga 1980/81    | 14     | 0    | ZŤS Košice    |
| 1. slovenská národní fotbalová liga 1981/82 | 30     | 0    | ZVL Žilina    |
| 1. československá fotbalová liga 1982/83    | 29     | 0    | ZVL Žilina    |
| 1. československá fotbalová liga 1983/84    | 22     | 0    | ZVL Žilina    |
| 1. československá fotbalová liga 1984/85    | 6      | 0    | ZVL Žilina    |
| Česká národní fotbalová liga 1987/88        | 17     | 0    | Baník Havířov |
| CELKEM 1. liga                              | 111    | 0    |               |